# Christian Entfelder
Christian Entfelder († nach 1546) war ein österreichischer Theologe mit radikalreformatorischer Ausrichtung. Er gehörte zeitweilig der Täuferbewegung an und entwickelte später eine eigenständige spiritualistische Theologie.

## Leben
Entfelder stammte aus Kärnten. Sein Bruder und seine Vettern besaßen Güter im Ennstal. Offenbar erhielt er eine Universitätsausbildung als Jurist, denn im Jahr 1525 erstellte er ein Rechtsgutachten und in einem Dokument wird er als Magister bezeichnet. In der Forschung wird vermutet, dass er ein Schüler des radikalreformatorischen Theologen Hans Denck war, mit dem er in vieler Hinsicht übereinstimmte, doch gibt es dafür keinen Beleg. Nach der Mitte der 1520er Jahre betätigte er sich als Prediger einer Täufergemeinde in Eibenschitz in Mähren. Damals folgte er der theologischen Ausrichtung Balthasar Hubmaiers, eines namhaften Wortführers der Täuferbewegung, der sein Urteil schätzte.
Nach seiner eigenen Darstellung gab Entfelder seine Tätigkeit als Prediger in Eibenschitz auf, nachdem er seine Irrtümer erkannt hatte, und verließ den Ort. Damit bezog er sich auf seine Entfremdung von der Theologie und dem Gemeindeverständnis der Täufergemeinschaft. Vielleicht trug auch eine 1528 von König Ferdinand I. initiierte Täuferverfolgung in Mähren zu seinem Wegzugsentschluss bei. Spätestens im Januar 1530 begab er sich nach Straßburg. Diese Stadt war ein Zufluchtsort von Dissidenten, darunter Sebastian Franck und Johannes Bünderlin, denen Entfelder vermutlich dort begegnete. Freundschaftlichen Umgang pflegte er mit dem radikalreformatorischen Theologen und Schriftsteller Kaspar Schwenckfeld, der damals in Straßburg lebte. Aus einer Abhandlung, die Entfelder im Januar 1530 vollendete, geht hervor, dass er damals bereits mit dem Täufertum gebrochen hatte. Dieser Bruch war ein Ausdruck der damaligen Auseinandersetzungen unter den radikalreformatorischen Dissidenten: Eine legalistische Richtung hielt äußere Normen, Zeremonien und institutionelle Gemeindestrukturen für erforderlich, während Spiritualisten wie Entfelder, Bünderlin und Franck all dies für unnütz und sogar schädlich erklärten. Da Entfelder die Spaltung der Christenheit in rivalisierende Konfessionen als Grundübel betrachtete, war er wie Bünderlin und Franck zur Ablehnung aller konfessionellen Gemeinschaften gelangt und vertrat nun eine eigenständige theologische Lehre. Damit erregte er in Täuferkreisen Anstoß. Pilgram Marpeck, ein Wortführer der Täufer, bekämpfte Bünderlins und Entfelders konfessionsloses Christentum.
Später hielt sich Entfelder in Königsberg am Hof des Herzogs Albrecht von Preußen auf. Dort gehörte er ab 1536 dem herzoglichen Rat an und unterzeichnete Regierungserlasse zusammen mit den anderen Räten. Seine offizielle Ernennung zum Rat mit einem Gehalt von 80 Mark jährlich erfolgte aber erst am 1. Juni 1541. Als Regierungsvertreter setzte er sich für die niederländischen Kolonisten in Preußen ein; insbesondere wirkte er bei der Einrichtung der ersten geschlossenen Siedlung niederländischer Täufer mit. Sein schärfster Gegner war in dieser Zeit der lutherische Bischof Paul Speratus, der ihn 1542 in einem Brief als äußerst schlau charakterisierte. Am 2. März 1544 richtete Entfelder einen lateinischen Brief an den Reformator Johannes a Lasco. Im Jahr 1546 ist er letztmals in Königsberg bezeugt. Ab 1547 erscheint sein Name nicht mehr in der Besoldungsliste, somit stand er nicht mehr im Dienst des Herzogs. Sein weiteres Schicksal ist unbekannt.

## Lehre
In seinen Schriften legte Entfelder die Lehre dar, die er im Zuge seiner Abwendung von der Täufergemeinschaft entwickelt hatte. Neben der Theologie von Hans Denck prägten auch spätmittelalterliche Einflüsse sein panentheistisches Denken. Er griff spirituelles Gedankengut auf, das seit dem Spätmittelalter verbreitet war und insbesondere auf Impulse von Meister Eckhart zurückging. In diesen Zusammenhang gehört unter anderem seine Verwendung des von Eckhart stammenden Begriffs „Gelassenheit“.
Wie andere Spiritualisten der Reformationszeit warf Entfelder den reformierten Konfessionen Ausrichtung auf den „toten Buchstaben“ der Bibel vor. Die Theologen, die er damit kritisierte, bezeichnete er abschätzig als „Schriftgelehrte“. Diesen Ausdruck verwendete er auch für legalistische Täufer. Der lutherischen Berufung auf den Wortlaut der Heiligen Schrift stellte er die „innere Stimme“, das „innere lebendige Wort“ als maßgebliche Instanz entgegen. Damit meinte er die Präsenz Gottes im Inneren des Menschen. Nach Entfelders Verständnis beschränkt sich die Funktion der Heiligen Schrift darauf, den Leser zu dem inneren Wort hinzuführen, das jeder in sich selbst vorfinden kann. Damit bekannte er sich zu einer rein geistigen Frömmigkeit jenseits aller Dogmen und Vorschriften von Glaubensgemeinschaften. In den heftigen Auseinandersetzungen über Taufe und Abendmahl sah er eine Ursache der verhängnisvollen Spaltungen und Konflikte in der Christenheit. Zwecks Überwindung des Trennenden trat er für einen Verzicht auf beide Riten ein; diese seien Menschenwerk und könnten keine Seligkeit bringen. Der Auftrag Gottes zur Durchführung der Riten gelte nicht universell, sondern nur für die biblischen Personen, denen er ausdrücklich erteilt worden sei. Indem Entfelder die Wassertaufe für überflüssig erklärte, vollzog er den Bruch mit der Täufergemeinschaft, die auf diesen Ritus großen Wert legte. Dennoch scheint er eine gewisse Sympathie für die Täufer bewahrt zu haben.
Entfelder setzte Gott mit dem Guten gleich. Nach seiner Lehre muss sich das Gute mitteilen, und diese Notwendigkeit ist die Ursache der Schöpfung und der Grund für die Existenz des Menschen. Gott kann als das schlechthin Gute nur Gutes hervorbringen, daher muss alles von ihm Stammende gut sein. Das Böse ist für Entfelder ausschließlich Werk des Menschen; es entsteht dadurch, dass sich der Mensch seinem eigenen Ich zuwendet statt dem Prinzip des Seins, dem Guten. Gott will jedoch den Menschen wieder zu sich zurückführen. Daher hat er sich in der Gestalt von Jesus Christus konkretisiert. Christus unterscheidet sich nach Entfelders Meinung nicht seinem Wesen nach, sondern nur in ethischer Hinsicht von den anderen Menschen: Er ist zwar der bisher einzige Mensch, der die göttliche Güte voll verwirklicht hat, doch die Möglichkeit dazu besteht für jeden.
Das eigentliche Ziel des angeborenen menschlichen Glücksstrebens ist – so Entfelder – das Gute. Vergeblich sucht der Mensch das Gute in der Welt, denn nur in Gott ist es zu finden. Voraussetzungen für die Erlangung der wahren Seligkeit sind der Verzicht auf jedes Streben nach vergänglichen Gütern und die Bereitschaft, in Unsicherheit und Unruhe zu leben.
Entfelder verwarf das Dogma der Dreifaltigkeit, dem zufolge in Gott drei Personen – Gottvater, Jesus Christus und der Heilige Geist – sind. Er sah darin eine „Zerteilung“ Gottes. Stattdessen nahm er eine „unzerteilte“ Gottheit „mit dreifaltiger Kraft“ an. Als die drei Aspekte der göttlichen Kraft bestimmte er das göttliche Wesen, das er „Ist“ nannte, die ewige „Wirklichkeit“, die sich in der Schöpfung zeige, und den Geist, mit dessen Hilfe der Mensch zu Gott gelangen könne. Den Weg des Menschen zu Gott teilte Entfelder in drei Stadien. Das erste Stadium ist nach seiner Darstellung die Erfassung von Gottes wahrem Wesen, die Reinigung bewirkt, das zweite die Erleuchtung als Erkenntnis, dass es möglich ist, an diesem Wesen teilzuhaben, und das dritte die Vereinigung mit dem Wesen dank der Kraft des Geistes.

## Ausgaben
Zeitgenössische Drucke
- Von den manigfaltigen im glauben zerspaltungen, diese jar erstanden. Jnn sonderhait von der Tauffspaltung unn jrem urtail. Ain bedacht. [Augsburg wohl 1530].[13] Digitalisat einer der Ausgaben
- Von warer Gotseligkayt. [Augsburg] 1530. Digitalisat einer der Ausgaben
- Von Gottes unnd Christi Jesu unsers Herren erkandtnuß, ain bedacht. [1533]. Digitalisat einer der Ausgaben

Moderne Ausgaben
- Adolf Laube (Hrsg.): Flugschriften vom Bauernkrieg zum Täuferreich (1526–1535). Band 2, Akademie Verlag, Berlin 1992, ISBN 3-05-000936-5, S. 934–983 (kritische Edition der Schrift Von den mannigfaltigen Zerspaltungen im Glauben, die in diesen Jahren entstanden sind mit Vorbemerkung und Erläuterungen)
- Heinold Fast, Gottfried Seebaß (Hrsg.): Briefe und Schriften oberdeutscher Täufer 1527–1555. Das ‚Kunstbuch’ des Jörg Probst Rotenfelder gen. Maler (Burgerbibliothek Bern, Cod. 464). Gütersloher Verlagshaus, Gütersloh 2007, ISBN 978-3-579-01646-7, S. 643–660 (kritische Edition der Schrift Von wahrer Gottseligkeit)